# María Fernanda Cabal
María Fernanda Cabal Molina (Cali, 8 de agosto de 1966) es una empresaria, politóloga y política colombiana. Desde 2018 es senadora de la República.
Miembro y co-fundadora del partido Centro Democrático,siendo una de las representantes más reconocidas del uribismo.
Por ese partido, Cabal se presentó a las elecciones legislativas de 2014 fue elegida representante a la Cámara por Bogotá, y en las elecciones legislativas de 2018 fue elegida como senadora de la república  En las elecciones legislativas de 2022, es reelecta al Senado con la votación más alta, dentro de las listas abiertas, entre las mujeres.
Cabal es conocida por su locuacidad y posiciones conservadoras, y se autodefine como «radical». Como congresista y precandidata presidencial ha manifestado su apoyo a figuras como Donald Trump y Jair Bolsonaro y ha sido invitada a participar en reuniones del partido ultraconservador Vox de España.
Cabal es constante crítica de los movimientos de izquierda en particular de Colombia y América Latina. Es partidaria de políticas controversiales como promover el derecho de civiles a portar armas para defenderse y el rechazo al acuerdo de paz entre el gobierno colombiano y las FARC-EP.

## Biografía

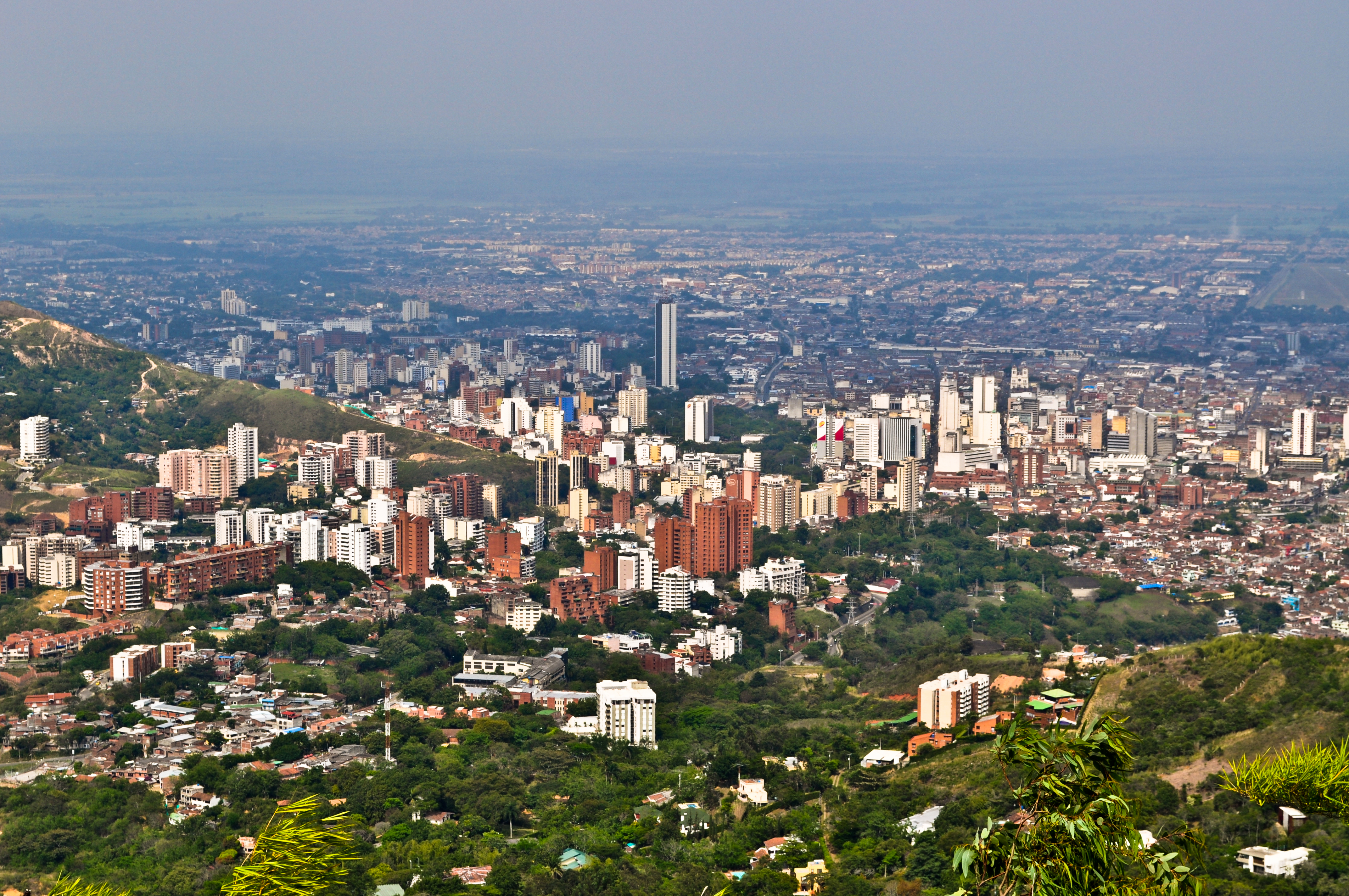
Vista de Cali, su ciudad natal, desde los Cerros Cristo Rey, 2010.

María Fernanda Cabal Molina nació el 8 de agosto de 1966 en lo que ella describe como una familia conservadora.
Es una politóloga egresada de la Universidad de los Andes, universidad donde antes de graduarse trabajó como directora del Programa Democracia del Departamento de Ciencia Política. Estudió Literatura e Historia en el Instituto Universitario de Investigación Ortega y Gasset (IUIOG) en España. En septiembre del 2003 fundó la agencia de viajes para estudiantes Student Travel Center y se desempeñó como presidenta de la Fundación Colombia Ganadera, donde creó un programa de acompañamiento a víctimas del conflicto armado en Colombia.
Para 2006 fue nombrada por el Fiscal General de la Nación Mario Iguarán como directora de Asuntos Internacionales de la Fiscalía General de la Nación. Entre sus logros se destaca el fortalecimiento de los lazos de cooperación con todos los países aliados, labor que fue reconocida por el Departamento de Justicia de Estados Unidos.
En 2007 Cabal renunció después de que los medios de comunicación divulgaron información de filtraciones que venían del despacho y por una filtración al ministerio de defensa del llamado a indagatoria que adelantaba la fiscalía contra 61 oficiales.
Según testimonio de Benito Osorio Villadiego, exgobernador de Córdoba ante la Jurisdicción Especial para la Paz (JEP), Iguarán había nombrado a Cabal en el cargo como una forma de compensación a José Félix Lafaurie, para la elección de Iguarán como fiscal. Situación que ha sido negada tanto por Lafaurie como por Iguarán en repetidas ocasiones.

## Trayectoria política

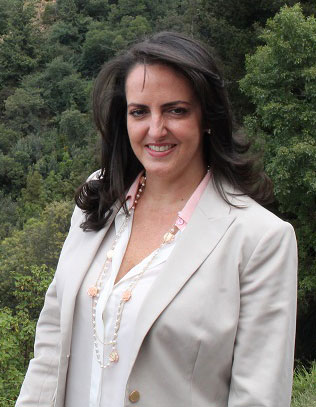
Retrato oficial de María Fernanda Caba, como miembro de la Cámara de Representantes.

Para las elecciones legislativas de 2014, Cabal formó parte de la lista cerrada a la Cámara de Representantes por Bogotá del partido político Centro Democrático, liderado por el expresidente Álvaro Uribe. Cabal ocupó el primer renglón de dicha lista y resultó elegida representante para el periodo 2014-2018., tomó posesión de su cargo el 20 de julio de 2014.
Para las elecciones legislativas de 2018, Cabal formó parte de la lista abierta a Senado, ocupando el quinto lugar en votación. Para las elecciones legislativas de 2022 Cabal formó parte nuevamente de la lista abierta al senado por el Centro Democrático, ocupando el segundo lugar en votación, convirtiéndose en la mujer más votada en esta legislatura.
Ideológicamente, ella representa lo que considera las verdaderas esencias de la derecha: la autoridad, la mano dura, el amor por las fuerzas armadas, el antifeminismo, el no al aborto o al matrimonio homosexual. Sin ser negacionista del clima, considera que el cambio climático es un problema secundario. Afirma que quiere ser como una Margaret Thatcher colombiana. Desde 2020 está vinculado a Foro Madrid, una alianza internacional de representantes y partidos de extrema derecha de América Latina y España.
El 15 de septiembre del 2023, Cabal anunció oficialmente su intención de aspirar para la Presidencia de la República de Colombia para las elecciones del año 2026, aunque todavía no se sabe si el partido Centro Democrático, partido en el que hoy milita, acepte que ella sea su candidata.

## Controversias

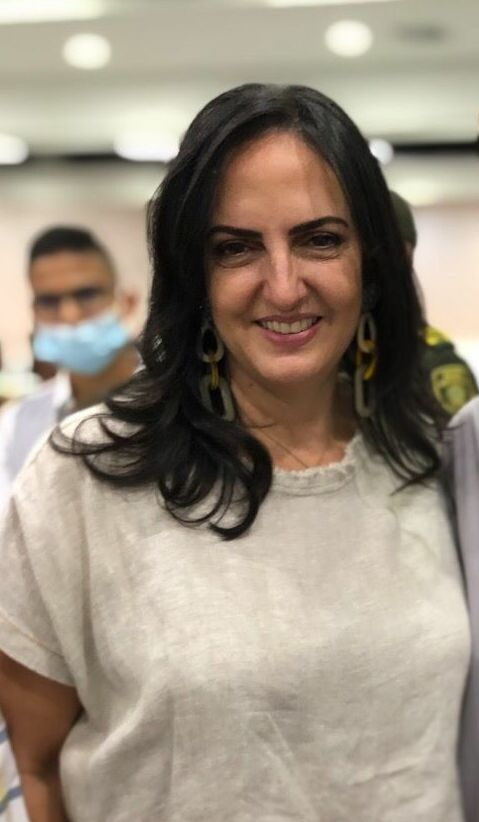
Cabal en 2021.

María Fernanda Cabal, quien se ha enmarcado como una política de extrema derecha, dentro del partido político Centro Democrático, ha generado polémica en Colombia por sus reacciones y opiniones sobre distintos momentos de la vida cultural y política de la nación.
El 19 de septiembre de 2018, el Juez 27 de control de garantías envió a la cárcel La Modelo de Bogotá a dos funcionarios del Distrito, acusados de los delitos de constreñimiento y corrupción al sufragante. John Rafael Garzón y Julián Alberto Gutiérrez condicionaban la renovación de contratos de funcionarios de la Secretaría de Educación a que los contratistas votaran por la candidata al senado, María Fernanda Cabal, y su fórmula a la cámara, Diego Caro.

### Muerte de Gabriel García Márquez
Una vez conocida la noticia del fallecimiento del Nobel de literatura colombiano Gabriel García Márquez, Cabal publicó en la red social Twitter una foto del Nobel junto a Fidel Castro y la acompañó de la siguiente frase: «Pronto estarán juntos en el infierno». El partido Centro Democrático desautorizó a Cabal frente a las críticas al nobel con el argumento de que no era la posición oficial del partido. Cabal, por su parte, reiteró sus cuestionamientos al Nobel colombiano y su relación con los Castro, a los que catalogó como unos dictadores aunque añadió que le faltó consideración con la familia del Nobel Gabriel García Márquez.[cita requerida]

### Atentados del 13 de noviembre en París
El 13 de noviembre la representante Cabal, durante los Atentados de París de noviembre de 2015, minutos después de las declaraciones oficiales de la Presidencia de la República de Colombia; publicó en su cuenta de Twitter una serie de trinos, considerados por distintos medios colombianos como "desafortunados", comparando los atentados en la capital francesa con el proceso de paz entre el gobierno colombiano con las FARC-EP en La Habana.
De forma sarcástica, Cabal instó al pueblo francés a pedir ayuda a los negociadores del estado colombiano para solucionar los problemas con los yihadistas, recomendó al Fiscal Montealegre para declarar los atentados como crímenes de Lesa Humanidad y recomendó otorgar 40 curules (Escaños) a los miembros del Estado Islámico.

### Día Nacional de la Memoria y la Solidaridad con las Víctimas
El 9 de abril de 2017, Día Nacional de la Memoria y la Solidaridad con las Víctimas del conflicto armado en Colombia, se citó a una sesión en el Congreso de la República donde se escucharía a algunas víctimas y representantes de organizaciones de víctimas, quienes fueron afectadas por las acciones de distintos grupos armados ilegales, y del mismo Estado, que operan en el país. La hija de Jorge Eliécer Gaitán, Gloria Gaitán, cuando tomó la palabra, cuestionó la forma y el contenido de un proyecto de ley para el resarcimiento de las víctimas que según ella había sido modificado y pasado a su nombre por el senador Roy Barreras y, que luego, sería Clara Rojas, junto con el senador Juan Manuel Galán quienes, en un segundo intento, llevarían el texto para su aprobación. Gloria Gaitán también cuestionó la forma cómo durante la presidencia de Álvaro Uribe se había liquidado, según ella de forma irregular, el Centro Jorge Eliécer Gaitán y se había dado la administración de la casa de su padre a la Universidad Nacional de Colombia, cerrando su intervención con esta frase "Y la verdad no veo diferencia entre el gobierno de Uribe y Santos frente al trato hacia las víctimas".
Ante el cuestionamiento, el expresidente y senador Álvaro Uribe solicitó un derecho a réplica, pero le fue negado puesto que la sesión era justamente para escuchar a las víctimas. Así, los miembros de su bancada, el Centro Democrático, tanto senadores como representantes a la cámara, incluyendo a María Fernanda Cabal, se retiraron del recinto. A la salida, cerca a las columnas del capitolio, Álvaro Uribe ofrecía algunas declaraciones a un reducido número de simpatizantes y periodistas, cuando algunas víctimas de los paramilitares y el Estado colombiano que se reunían en la plaza de Bolívar advirtieron su presencia. Inmediatamente comenzaron a increpar al senador Uribe, sobre quien pesan serias denuncias acerca de sus vínculos con el paramilitarismo y el narcotráfico, gritándole "¡asesino, asesino!".
La representante María Fernanda Cabal, entonces, comenzó a gritarles "¡Vagos, estudien vagos!" protegida tras el perímetro de seguridad del Capitolio lo que elevó aún más los ánimos. En una segunda arremetida el senador Alfredo Ramos les gritó "¡lean, lean, aprendan historia!". Toda la acción quedó grabada en video que fue divulgado a través de la internet. 
Este suceso empañó la sesión que estaba destinada para que en el Congreso de la República el país escuchara a las víctimas del conflicto armado, y el video de la representante María Fernanda Cabal produjo un rechazo generalizado en la ciudadanía a través de redes sociales como Twitter y Facebook y provocó que se escribieran columnas de opinión que cuestionaron 
el respeto que la representante Cabal sentía y siente por las víctimas del conflicto armado que vive Colombia desde hace por lo menos 60 años.

### Masacre de las bananeras
En 2017 fue el centro de la polémica porque en una entrevista para la W Radio, afirmó que la masacre de las bananeras era un «mito histórico», con el objetivo de desacreditar a la JEP. Las declaraciones hechas en vivo por la congresista fueron:

Usted exime a los liberales y nombra la masacre de las bananeras que es otro de los mitos históricos que trae siempre en la narrativa comunista, donde tiene unas cifras que ni siquiera hoy usted consigue esa mano de obra para que contrate como trabajadores bananeros. De hecho Gabriel García Márquez crea el mito de los 3000 trabajadores asesinados. No los consigue usted hoy ni recogidos de las poblaciones vecinas.

Cabal publicó nuevo vídeo aclarando sus argumentos, en donde nuevamente dio otra declaración polémica, asegurando que en la toma del Palacio de Justicia no hubo desaparecidos.

### Otras declaraciones polémicas
Durante entrevistas y publicaciones en su página de Internet la senadora presentó declaraciones en contra de Consejo Regional Indígena del Cauca (CRIC), Cabal publicó que se debería "derrumbar la violencia anarquista del CRIC y su Guardia Indígena",[cita requerida] los líderes indígenas por su parte rechazaron estas declaraciones señalando que eran parte de una "sociedad clasista conservadora que históricamente ha utilizado estos métodos para atacar las comunidades"
Ha manifestado su apoyo a los entonces presidentes Donald Trump y Jair Bolsonaro, aseverando que sus modelos económicos y políticos eran necesarios y admirables en Colombia. También ha elogiado al presidente Nayib Bukele, especialmente su política de mano dura contra la delincuencia y guerra contra las pandillas, afirmando públicamente su interés de replicar el modelo salvadoreño en Colombia si es elegida presidenta en su país.
Se ha posicionado en diversas ocasiones en contra del movimiento feminista. En marzo de 2023, en un foro organizado por el Centro Democrático, se refirió a las feministas como «locas y feas». En ese mismo evento acusó, tanto al feminismo como a la izquierda colombiana de fomentar un discurso de odio, que en el caso de la izquierda —a la que vinculó con el narcotráfico— se habría venido realizando mediante lo que ha calificado como «marxismo cultural».

## Familia

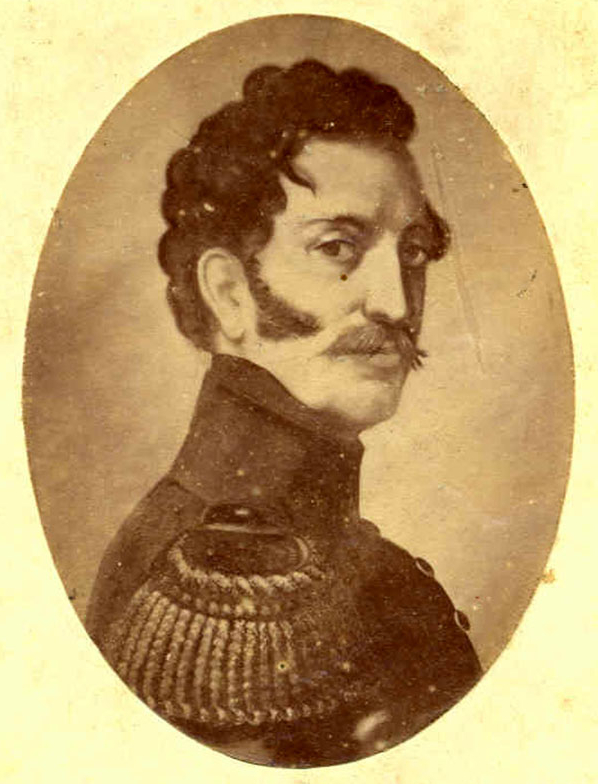
Su tatarabuelo, José María Cabal.

María Fernanda Cabal es miembro de la élite colombiana, cuyos orígenes datan de la época de la colonia española.
Sus padres son el empresario del azúcar Santiago Cabal Rivera, y Amparo Molina Molina, exsecretaria de Educación del Valle del Cauca.
Su padre era tataranieto de José Lloreda Becerra, patriarca de la familia Lloreda. Entre sus parientes está María Jesús Lloreda, cuñada de los expresidentes Carlos y Jorge Holguín Mallarino (por lo que María Fernanda es pariente de Carlos Holguín Sardi, María Elvira Pombo, Ángela Montoya Holguín y María Ángela Holguín), el periodista Álvaro "Lalo" Lloreda, su hijo el exministro Rodrigo Lloreda Caicedo, y su nieto, Francisco José Lloreda. 
En adición, Santiago es bisnieto del prócer de la independencia José María Cabal, de quien es nieto el empresario y político Alejandro Cabal Pombo, pariente a su vez del expresidente Julio Arboleda Pombo, Lino de Pombo y su hijo Rafael Pombo; y sus descendientes, Roberto Pombo Holguín, hermano de María Elvira Pombo, ambos nietos del expresidente Jorge Holguín, como María Ángela Holguín.
Por su madre, María Fernanda Cabal está emparentada con el gestor público y empresario Ciro Molina Garcés. Así mismo es pariente de la ex primera dama María Mercedes Cabal, quien era prima segunda de José María Cabal. Mercedes fue la inspiración para la novela María de Jorge Isaacs, y estaba casada con el expresidente Manuel María Mallarino, tío a su vez de los expresidentes Holguín Mallarino. Por esta línea hay parentesco con el exsenador conservador Fernando Sanclemente Molina, padre del polémico Fernando Sanclemente Alzate (quien es nieto de Gilberto Alzate Avendaño); y con el exministro Manuel María Sanclemente Cabal, sobrino del expresidente Manuel Antonio Sanclemente.